# Ravindra Sudan
Ravindra N. Sudan (genannt Ravi Sudan; * 8. Juni 1931 in Chinani, Kaschmir, Indien; † 22. Januar 2009 in Saint Petersburg) war ein indisch-US-amerikanischer Elektroingenieur und Physiker, der sich mit Plasmaphysik beschäftigte.
Sudan studierte an der Punjab University (Bachelor-Abschluss 1948) und am India Institute of Science, wo er 1952 sein Diplom erwarb. 1955 wurde er am Imperial College London, wo er als Tata Fellow war, in Elektrotechnik promoviert. Danach war er bis 1957 Ingenieur bei der British Thomson Houston Company und danach bei Imperial Chemical Industries.
Ab 1958 war er als Wissenschaftler an der Cornell University (im Elektrotechnik-Labor von Simpson Linke). Seine dort durchgeführten Untersuchungen über Stromabschaltungsvorrichtungen führten ihn zur Plasmaphysik. 1959 wurde er dort Assistant Professor und 1968 Professor für Elektrotechnik und Angewandte Physik. Seit 1975 war er dort IBM Professor of Engineering und von 1975 bis 1985 der Direktor des Laboratory for Plasma Studies. Seit 2001 war er Professor Emeritus. 1968 wurde er Fellow der American Physical Society.
1984 gründete er mit Kenneth Wilson das Cornell Theory Center und er war von 1985 bis 1987 dessen stellvertretender Direktor. 1970/71 leitete er die Abteilung theoretische Plasmaphysik am US Naval Research Laboratory. Von 1970 bis 1973 war er Gastwissenschaftler am International Centre for Theoretical Physics (ICTP) in Triest und 1975 am Institute for Advanced Study. 1983 war er Senior Research Fellow am Institut für Fusionsforschung der University of Texas at Austin.
1963 entdeckte er unabhängig die Whistler-Instabilität (die als Whistler hörbare niedrigfrequente Radiowellen-Emissionen in der Magnetosphäre verursacht). Er führte Pionierarbeiten bei der Untersuchung der Erzeugung und Ausbreitung intensiver Ionenstrahlen durch und beschäftigte sich mit der Theorie von Plasma-Instabilitäten und Plasma-Turbulenz.
1989 erhielt er den James-Clerk-Maxwell-Preis für Plasmaphysik. 1994 erhielt er die Goldmedaille der tschechoslowakischen Akademie der Wissenschaften.